# Robert Delaunay

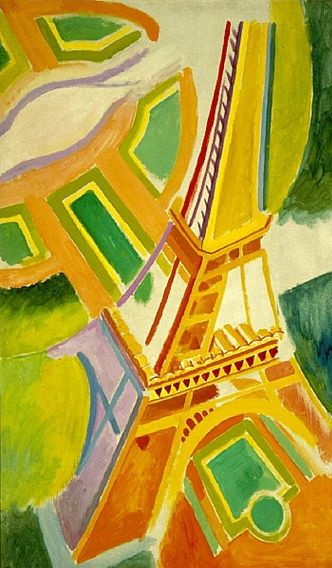
Wieża Eiffla, 1924

Robert Delaunay (ur. 12 kwietnia 1885 w Paryżu, zm. 25 października 1941 w Montpellier) – francuski malarz, przedstawiciel kubizmu orficznego.

## Zarys biografii
W latach 1902–1904 uczył się malarstwa scenograficznego w Belleville. W 1904 rozpoczął malować krajobrazy Normandii, nawiązał stosunki z grupą z Pont-Aven i zaczął uczestniczyć w Salonie Niezależnych.
Następnie zajął się wraz z Michelem Chevreulem analizą kolorystyczną neoimpresjonizmu oraz dziełami Paula Cézanne'a, co doprowadziło go do kubizmu. W 1906 zaprzyjaźnił się z Jeanem Metzingerem oraz z Henrim Rousseau, a w 1909 przystąpił do kręgu malarzy kubistycznych skupionych wokół Georges'a Braque'a i Pabla Picassa. W tym samym roku za pośrednictwem właściciela galerii Wilhelma Uhde poznał jego żonę, malarkę Sonię Uhde-Terk. W 1910 doprowadził do jej rozwodu i poślubił ją.
W 1911 przystąpił do monachijskiej grupy Błękitny Jeździec. W latach 1914–1921 mieszkał z żoną w Hiszpanii i Portugalii. Od 1929 wraz z Hansem Arpem, Zofią Taeuber-Arp i Tristanem Tzarą zamieszkał w Bretanii. W 1940 przeniósł się z okupowanej części Francji do Owernii i do Mougins. Zmarł rok później.

## Dzieła (wybór)
- 1910: Cykl Wieża Eiffla (m.in. Czerwona Wieża Eiffela)
- 1912: Cykl Obrazy okienne
- 1912: Pierwszy dysk symultaniczny
- 1913: L'Équipe de Cardiff (Załoga z Cardiff), Van Abbemuseum, Eindhoven
- 1914: Hołd dla Blériota
- 1924: Biegacze
- 1931: Rytm, radość życia